# بطولة ويمبلدون 1882

## النهائي
ويليام رينشاو هزم  إرنست رينشاو. النتيجة: 6-1 2-6 4-6 6-2 6-2